# 哈勒森林 (丹麦)
哈勒森林（丹麥語：Hareskoven）是丹麦首都哥本哈根西北郊区的一片森林地区，大部分位于富勒瑟市鎮南部，较少的一部分位于格萊薩克瑟市鎮，一小部分位于巴勒魯普市鎮。该森林与许多其他林地和自然景观相连，西至厄勒海峡，北至格里布森林。

## 名称
森林名称中的“哈勒”（Hare-、Harre-）源自古诺斯语“Hörgr”，意为祭坛或祭祀场所。